# Perlentaucher
Perlentaucher (auch: Der Perlentaucher) ist ein deutsches Online-Magazin für kulturelle Themen, insbesondere für Literatur. Seit 2000 wird dort eine Presseschau der deutschsprachigen Feuilletons veröffentlicht. Die Redaktion hat ihren Sitz in Berlin-Mitte, nach ihrer Adresse in der Eichendorffstraße ist ihre Online-Buchhandlung eichendorff21 benannt. Laut IVW hatte die Website im März 2017 über 713.000 Besucher. Von den 1,5 Millionen Seitenabrufen in diesem Monat stammten 75 Prozent aus dem Inland. Damit ist der Perlentaucher nach eigenen Angaben „das führende und unabhängige Kultur- und Literaturmagazin im deutschsprachigen Netz“. 2025 hatte die Seite 107.304 Rezensionsnotizen zu 65.325 Büchern.

## Geschichte

### Gründung und Geschäftsmodell

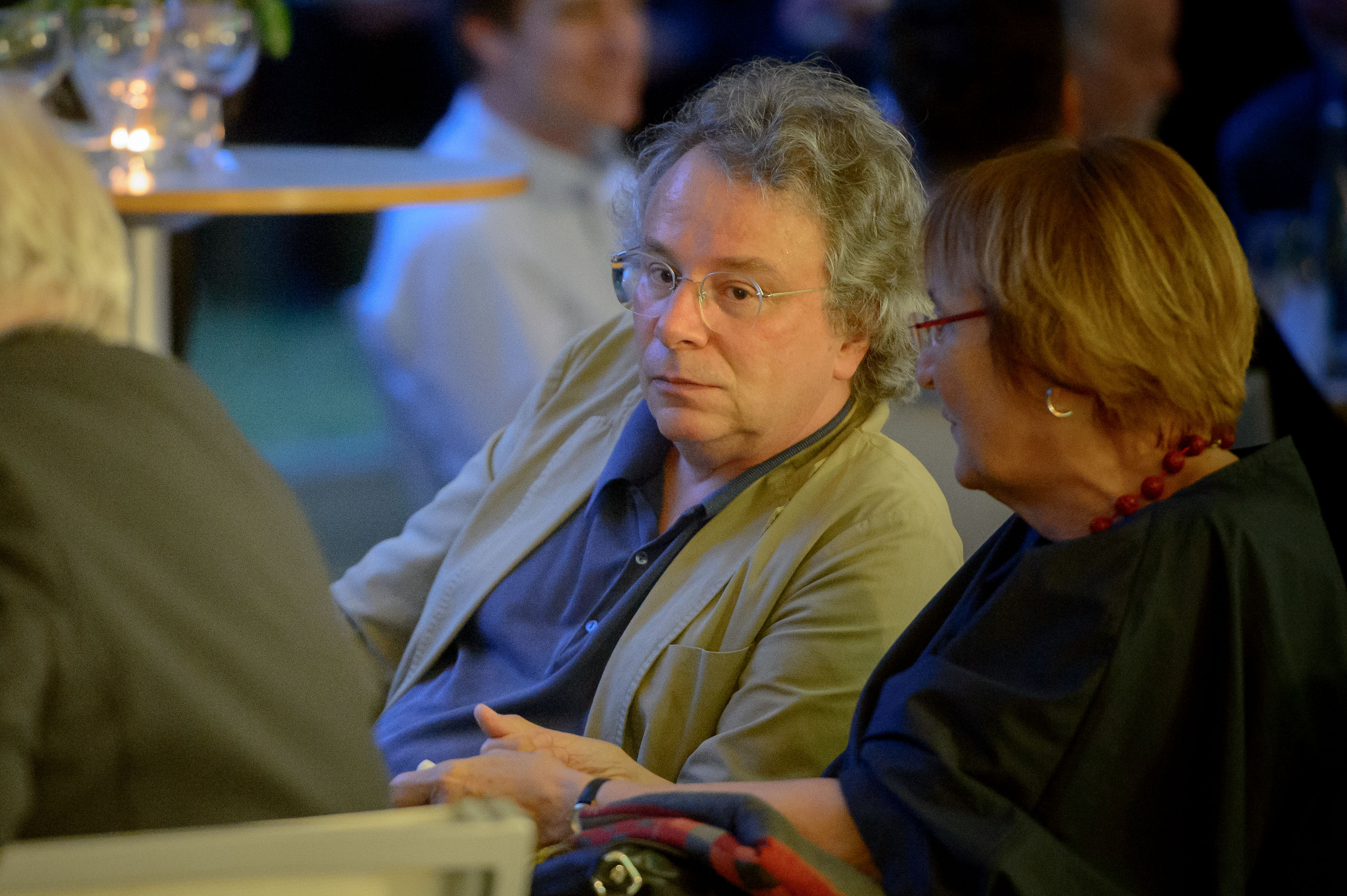
Mitbegründer und Geschäftsführer Thierry Chervel (2017)

Die Idee zum Perlentaucher hatten im Jahr 1999 Anja Seeliger und Thierry Chervel, der bis dahin als Journalist für die taz und die Süddeutsche Zeitung (SZ) geschrieben hatte. Sie wollten damit dem geringen Gewicht entgegenwirken, das die Kultur bis dahin im Internet hatte. Zusammen mit Adam Cwientzek und Niclas Seeliger gründeten sie mit eigenem Startkapital von 60.000 DM die Perlentaucher Medien GmbH als Betreibergesellschaft des neuen Portals. Seit dem 15. März 2000 ist die Webseite online.
In der Form lehnten sich die Gründer an die Presseschauen an, die Chervel als Kulturkorrespondent der Süddeutschen Zeitung in Paris im französischen Hörfunk schätzen gelernt hatte: Die Übersicht sollte eher in der Art einer „persönlichen Kolumne eines Journalisten“ angelegt sein, der Zeitungen durchblättert und dabei spontane und durchaus subjektive Empfehlungen gibt, und sich damit von den bis dahin üblichen „amtlichen Verlautbarungen“ absetzen, wie man sie etwa aus dem Deutschlandfunk kannte.
Das Projekt, das Chervel selbst fünf Jahre nach der Gründung als „kleinen Familienbetrieb“ bezeichnete, finanzierte sich ursprünglich ausschließlich über Internetwerbung, die als Werbebannern eingebunden oder in dem regelmäßig erscheinenden Newsletter enthalten ist, der per E-Mail frei verbreitet wird. In den Anfangsjahren kooperierte der Perlentaucher mit bol.de, dem Konkurrenzangebot des Bertelsmann-Konzerns zum seit 1998 in Deutschland aktiven Buchhändler Amazon, das Perlentaucher-Inhalte erwarb. Die Angebote werden vor allem von Buchverlagen genutzt. Die werktägliche Presseschau „Heute in den Feuilletons“ wurde zudem bis Juli 2016 von Spiegel Online in einer Kooperation übernommen. Die Einnahmen aus der Verlagswerbung waren im Lauf der Zeit rückläufig. Seit 2018 besteht eine Kooperation mit dem Dienst Steady, über den die Leser für das weiterhin frei abrufbare Angebot freiwillig einen regelmäßigen Betrag zahlen können. Nach Angaben des Perlentauchers wurden darüber im Jahr 2019 monatlich netto etwa 5000 Euro eingenommen. Im Dezember 2021 hätten auf diesem Weg 1983 Mitglieder insgesamt 9299 Euro pro Monat für den Perlentaucher gezahlt, was fast dem Spendenziel entsprach. Seit 2019 betreibt das Unternehmen zudem einen eigenen Onlineshop eichendorff21, der vorwiegend anspruchsvollere Literatur anbietet. Laut Chervel ermöglichte die Steady-Kooperation die Investition in den Onlineshop sowie das finanzielle Überstehen der durch die COVID-19-Pandemie ausgelösten Wirtschaftskrise. Die Finanzierung des Magazins sei „stabil“.

### Grimme Online Award, 2003
Drei Jahre nach ihrer Gründung wurde die Website 2003 mit dem Grimme Online Award Medienjournalismus ausgezeichnet. Die Jury bezeichnete Perlentaucher als ein „einzigartige[s] ‚Journal der Journale‘“.

### „signandsight.com“, 2005–2012
Zum fünfjährigen Bestehen des Portals im Jahr 2005 wurde mit Förderung der Kulturstiftung des Bundes die englischsprachige Schwesterseite signandsight.com ins Leben gerufen, die sich an ein internationales Publikum richtete und mit einer eigenen Feuilletonschau, Übersetzungen ausgewählter Artikel und Themen-Schwerpunkten einen Einblick in das zeitgenössische Kulturleben und die gesellschaftliche Debatte in Deutschland geben wollte. Nachdem die Förderung durch die Bundeskulturstiftung in Höhe von 1,4 Millionen Euro im September 2007 ausgelaufen war, wurde das Portal noch mehrere Jahre lang durch jährlich 30.000 Euro von Jakob Augstein und der Rudolf-Augstein-Stiftung unterstützt. Am 28. März 2012 gab die Redaktion die Einstellung von signandsight.com aus wirtschaftlichen Gründen bekannt.

### Debatte zum Islam in Europa, 2007
Im Januar 2007 veröffentlichte Pascal Bruckner auf signandsight.com eine Polemik mit dem Titel Enlightenment fundamentalism or racism of the anti-racists? Bruckner wandte sich in scharfen Worten gegen Ian Burumas Buch Die Grenzen der Toleranz – Der Mord an Theo van Gogh, aber fast noch mehr gegen Timothy Garton Ashs Essay über das Buch Islam in Europe, der zuerst in der New York Review of Books erschienen war.
Auf diese Polemik antworteten von Januar bis April 2007 unter anderem Ian Buruma, Timothy Garton Ash, Necla Kelek, Ulrike Ackermann, Adam Krzemiński, Bassam Tibi und viele andere. Die Debatte fand ein weltweites Presseecho und wurde im November 2007 als Buch bei Suhrkamp unter dem Titel Islam in Europa. Eine internationale Debatte publiziert.

### Presseschau für „eurotopics“, 2005–2008
Von 2005 bis zum April 2008 betreute der Perlentaucher gemeinsam mit dem Magazin Courrier international die Presseschau der Seite eurotopics, ein Webangebot der Bundeszentrale für politische Bildung. Nachdem im Juni 2007 der damalige freie Mitarbeiter für eurotopics, Olaf Sundermeyer, in der Frankfurter Allgemeinen Zeitung einen Artikel gegen die Arbeit des Perlentauchers veröffentlicht hatte, ließ der Präsident der Bundeszentrale Thomas Krüger das Projekt im Oktober 2007 neu ausschreiben. Daraufhin kam das Netzwerk für Osteuropa-Berichterstattung e. V. (n-ost) zum Zuge, ein auf Osteuropa spezialisiertes Netzwerk von etwa 200 internationalen Journalisten und Medien, dem auch Sundermeyer angehört. Beiratsmitglied von n-ost war zudem der FAZ-Mitherausgeber Werner D’Inka. Er versicherte, von der Bewerbung nur „beiläufig in meiner Funktion als Beirat“ erfahren und erst danach mit Sundermeyer Kontakt aufgenommen zu haben. Perlentaucher verlor damit seinen bis dahin größten Auftrag in Höhe von 560.000 Euro.

### Rechtsstreitigkeiten von Presseverlegern, 2006–2011
Der Perlentaucher und zwei große deutsche Zeitungsverlage trugen zwischen 2006 und 2011 eine gerichtliche Auseinandersetzung durch alle Instanzen über mögliche Urheberrechtsverletzungen aus.
Durch den Weiterverkauf von Zusammenfassungen aus dem Feuilleton an die Online-Buchhändler Amazon und buecher.de sahen Frankfurter Allgemeine Zeitung und Süddeutsche Zeitung ihre Urheberrechte verletzt. Ihre Klagen auf Unterlassung und Schadenersatz wurden jedoch am 23. November 2006 vom Landgericht Frankfurt am Main und am 11. Dezember 2007 auch in zweiter Instanz abgewiesen. Die Abstracts der Buchrezensionen seien als freie Benutzungen der Originalrezensionen zulässig (§ 24 UrhG). Ebenso wenig verstoße ihre gewerbliche Nutzung gegen Markenrechte der Kläger oder gegen das Gesetz gegen den unlauteren Wettbewerb. Dagegen legten FAZ und SZ Revision ein.
Am 1. Dezember 2010 hob der Bundesgerichtshof die Berufungsurteile auf und verwies die Sachen an das Oberlandesgericht Frankfurt am Main zurück. Er bestätigte zwar die Auffassung des Berufungsgerichts, dass die Kläger kein generelles Verbot der Verwendung ihrer Buchrezensionen verlangen könnten, vielmehr die urheberrechtliche Zulässigkeit einer Verwertung der Abstracts allein davon abhänge, ob es sich bei den Zusammenfassungen um selbstständige Werke handelt, die in freier Benutzung der Originalrezensionen geschaffen worden sind und daher gemäß § 24 Abs. 1 UrhG ohne Zustimmung der Urheber der benutzten Werke verwertet werden dürfen. Das Berufungsgericht habe bei seiner Prüfung, ob die von den Klägern beanstandeten Zusammenfassungen diese Voraussetzung erfüllen, aber nicht die richtigen rechtlichen Maßstäbe angelegt und zudem nicht alle relevanten tatsächlichen Umstände berücksichtigt. Der Bundesgerichtshof hatte deshalb die Sache an das Berufungsgericht zurückverwiesen.
Am 1. November 2011 entschied das Oberlandesgericht Frankfurt am Main im weiteren Verfahrensgang, dass einzelne Perlentaucher-Kritiken, die im Dezember 2004 erschienen waren und von den Klägern konkret benannt wurden, ihr Urheberrecht verletzten. Diese Abstracts bestünden mehr oder weniger aus einer Übernahme von besonders prägenden und ausdrucksstarken Passagen der Originalrezensionen, von denen lediglich einige Sätze ausgelassen worden seien. Sie stellten deshalb eine unzulässige „unfreie“ Bearbeitung im Sinne des Urheberrechtsgesetzes dar und hätten ohne die Einwilligung der Klägerinnen nicht übernommen werden dürfen. In diesem – eingeschränkten – Umfang gab das Oberlandesgericht den Berufungen deshalb statt und änderte die vorausgegangenen Urteile des Landgerichts entsprechend ab.
Im zeitlichen Zusammenhang mit den umfangreichen Rechtsstreitigkeiten ersuchte der Perlentaucher seine Leser im Januar 2011 um einen finanziellen Beitrag, um den weiteren Bestand der Plattform sicherzustellen. Der Appell wurde mit dem Verfall der Preise für Bannerwerbung im Internet begründet. Man bitte um eine freiwillige Unterstützung durch die Leser, weil der Perlentaucher weiterhin als frei zugängliches Angebot im Internet erhalten bleiben solle. Der Aufruf erbrachte innerhalb von zwei Wochen Spendeneinnahmen in Höhe von 22.000 Euro.

### „Efeu“ und „9punkt“, seit 2014
Seit dem Januar 2014 wird die Presseschau infolge der veränderten Öffentlichkeit sowie der Nutzungsgewohnheiten der Leser in zwei Teilen gegeben, die zeitgleich vormittags erscheinen: In der Rundschau für Kritik und Kultur Efeu (Wortspiel mit Efeu und den Anfangsbuchstaben des Worts „Feuilleton“) geht es um die Entwicklung der Künste und der kulturellen Szenen, während es in der Debattenrundschau 9punkt um das kulturelle Gespräch in einem weiteren, auch politischen und wirtschaftlichen Sinne geht. 

### Debatte über die Literaturkritik, 2014/2015
Im Dezember 2014 ereignete sich eine Debatte, die Thierry Chervel mit einem Interview begonnen hatte, das er am 9. Dezember 2014 in der Sendung Lesart im Gespräch mit dem Moderator Joachim Scholl auf dem damaligen Deutschlandradio Kultur gegeben hatte. Chervel hatte darin eine Auswertung der von ihm erfassten Buchrezensionen in den deutschen Feuilletons vorgestellt, der zufolge die Literaturkritik wegen der Zeitungskrise immer weniger Bücher bespreche und zudem von einer „Tendenz zur Provinzialisierung“ betroffen sei, weil sie sich immer stärker auf deutsche Autoren konzentriere, deren Texte bei den großen deutschen Verlagen erscheinen. Ausländische Autoren würden deshalb oft nicht mehr so wahrgenommen wie früher. Die Zahl der Rezensionen pro Jahr habe sich seit dem Start des Perlentauchers beinahe halbiert.
Der Perlentaucher initiierte daraufhin in seinem Blog eine Debatte über den Stand und die Zukunft der Literaturkritik. Michael Pilz äußerte sich schließlich auf literaturkritik.de kritisch zur statistischen Grundlage, woraufhin Chervel seine ursprüngliche Behauptung relativieren musste.

### „lit21“, seit 2015
Im November 2015 gründete der Perlentaucher einen eigenen Aggregator für literarische Online-Angebote unter dem Namen lit21.de. Das literarische Metablog. Der Planet sammelt die RSS-Feeds von 101 Webseiten der Zeitungs- und Buchverlage sowie von literarischen Blogs (Stand: März 2019).

### Weitere Entwicklungen
Im Mittelpunkt des Angebots standen von Anfang an eine werktäglich am Vormittag erscheinende Presseschau, in der die Feuilletons der großen deutschsprachigen Tages- und Wochenzeitungen (Frankfurter Allgemeine Zeitung, Frankfurter Rundschau, Neue Zürcher Zeitung, Süddeutsche Zeitung, Tagesspiegel, die tageszeitung, Die Welt, Der Spiegel und Die Zeit) ausgewertet und zusammengefasst werden, eine internationale Magazinrundschau sowie eine Datenbank, die Ende Februar 2025 über 107.000 Rezensionsnotizen, 65.270 Bücher und 37.125 Buchautoren umfasste. Darin werden seit dem Jahr 2000 Resümees zu praktisch allen in diesen Zeitungen veröffentlichten Buchkritiken gesammelt.
Ursprünglich war die Presseschau nach den darin beobachteten Zeitungen gegliedert. Die besprochenen Feuilleton-Artikel wurden verlinkt, soweit sie auf der Website des jeweiligen Zeitungsverlags online verfügbar waren. Auf lesenswerte Artikel, die nur in der Print-Ausgabe erschienen, wurde außerdem hingewiesen.
Im Laufe der Zeit wies der Perlentaucher immer mehr auch auf Beiträge in ausländischen Zeitungen und Zeitschriften sowie in Blogs hin. Diese flossen zunächst in die Magazinrundschau, später auch in die Presseschauen ein. Damit trug die Redaktion der Entwicklung der Öffentlichkeit Rechnung, die sich einerseits zunehmend international ausnahm, die andererseits immer stärker abseits der Zeitungen in digitaler Form im Internet stattfand, beispielsweise in Literaturblogs.
Eine Bücherrundschau zu den täglich erscheinenden Rezensionen und ein Medienticker zu medienjournalistischen und -politischen Themen erscheinen um die Mittagszeit. Die Magazinrundschau bündelt vor allem Hinweise auf ausländische Medien. Besprechungen neuer Kinofilme, Essays und weitere Beiträge im eigenen Blog sowie der Feed-Aggregator lit21.de ergänzen das Angebot.
Zum 25. Jubiläum des Perlentauchers wurde angekündigt, dass eine Kopie des Archivs der Website in den Bestand des Deutschen Literaturarchivs Marbach übergehen soll, insgesamt 170.000 Seiten oder 105 Gigabyte mit Suchfunktion.

## Rezeption
Die Aufnahme eines Autors in das Personenverzeichnis des Perlentauchers gilt in der deutschsprachigen Wikipedia als Relevanzkriterium.
Kirstin Breitenfellner bescheinigte dem Perlentaucher 2013 in einer Glosse in der Wiener Wochenzeitung Falter, jeden Tag aufs Neue informativ und humorvoll zu sein. Dadurch verringere sich ihre Angst, bei der Feuilletonlektüre etwas verpasst zu haben. Das Portal sei selbst zu einem Gatekeeper geworden. Gleichwohl beklagte sie, dass österreichische Medien „eher selten in diesen Olymp des Kulturrelevanten“ gelangten.